# Jean-François Marmontel
Jean-François Marmontel (Bort-les-Orgues, 11 juli 1723 – Habloville (nabij Saint-Aubin-sur-Gaillon), 31 december 1799) was een Frans encyclopedist, historicus, verhalenverteller (conteur), romancier, grammaticus, dichter, toneelschrijver en filosoof.
Hij stond in zijn opvattingen dicht bij Voltaire en was een tegenstander van Rousseau. Marmontel genoot dankzij het Franse hof waar hij in 1758 de patronage van de invloedrijke "maîtresse en titre" Madame de Pompadour verwierf in heel Europa bekendheid, maar zijn werk was zeer omstreden. Marmontel veroordeelde in zijn "Les Incas, ou La destruction de l'empire du Pérou" (Parijs, Lacombe, 1777) het geweld tegen de Amerikaanse volkeren en schreef dit optreden toe aan religieuze intolerantie. Ook in een eerder werk, Bélisaire (1767), pleitte Marmontel voor tolerantie. Een dergelijk betoog was politiek ongewenst in de Franse monarchie van het ancien régime, dat was gefundeerd op intolerantie en intimidatie. De zeer reactionaire aartsbisschop van Parijs, Mgr. Christophe de Beaumont, veroordeelde in 1767 het werk van Marmontel. Ook in Nederland werd fel gereageerd op de Bélisaire. Hier ging het echter niet om het pleidooi voor tolerantie, maar om de opvatting dat ook goed levende heidenen in de hemel konden komen. Naar het onderwerp Socrates - die niet genoemd was door Marmontel - werd deze theologenruzie bekend als de "Socratische oorlog".
Het optreden van de aartsbisschop kon de carrière van Marmontel niet schaden. In 1772 werd hij de officiële geschiedschrijver van Frankrijk ("historiographe de France"). 
Als "Encyclopédist" verkeerde Marmontel in de kring van Alembert, Helvétius, D'Holbach, Condillac, Turgot, Buffon, Condorcet en in mindere mate ook Voltaire.
- Bibsys: 90592293
- Biblioteca Nacional de España: XX1356560
- Bibliothèque nationale de France: cb119146538 (data)
- Catàleg d'autoritats de noms i títols de Catalunya: 981058513940706706
- CiNii: DA04991585
- Gemeinsame Normdatei: 118578073
- International Standard Name Identifier: 0000 0001 2119 2513
- KulturNav: edde47a5-0676-4b4d-a12f-7d7d3c89af68
- Library of Congress Control Number: n50040754
- Nationale Bibliotheek van Letland: 000349516
- MusicBrainz: 67a12e4f-b249-4ea2-9d5b-8cf308306f27
- Bibliotheek van het Japanse parlement: 00471082
- Nationale Bibliotheek van Tsjechië: xx0001067
- Nationale bibliotheek van Australië: 35328968
- Nationale Bibliotheek van Israël: 987007303702705171
- Nationale en Universitaire bibliotheek Zagreb: 000135506
- Nederlandse Thesaurus van Auteursnamen: 069504172
- Réseau des bibliothèques de Suisse occidentale: 02-A005537983
- LIBRIS: 262826
- SNAC: w67373d9
- Système universitaire de documentation: 027010945
- Trove: 913536
- Virtual International Authority File: 7393886
- WorldCat: E39PBJc7QRRCTqDfKhqFqRgR8C